# Conseil phytosanitaire interafricain
Le Conseil phytosanitaire interafricain (CPI) (en anglais Interafrican Phytosanitary Council, IAPSC), est une organisation régionale de la protection des végétaux, responsable de la coopération intergouvernementale concernant la santé des plantes dans la continent africain.
Cette organisation, fondée en 1956, s'appuie sur la Convention phytosanitaire pour l’Afrique signée en 1967. Elle s'inscrit dans le cadre de la Convention internationale pour la protection des végétaux (CIPV), avec pour objectif de renforcer l'intégration phytosanitaire régionale et de développer dans ce domaine des actions d'intérêt commun pour les pays membres. Ses membres sont tous les pays adhérents de l'Union africaine. 
Ses objectifs sont de protéger les plantes cultivées, de développer des stratégies internationales contre l'introduction et la diffusion des parasites dangereux, et de favoriser des méthodes de contrôle sûres et efficaces. 
Le CPI participe également aux discussions globales sur la santé des plantes au niveau international organisées par la FAO.
En 1969, le siège est transféré à Yaoundé (Cameroun).